# Arthur Giry
Jean-Marie Joseph Arthur Giry (Trévoux, 29 de febrero de 1848-París, 13 de noviembre de 1899) fue un diplomatista y paleógrafo francés.

## Biografía
Hijo de un recaudador de contribuciones directas de Joigny, Giry realizó sus estudios clásicos en el instituto de Chartres e ingresó en la École des chartes, donde la docencia de Jules Quicherat lo empujaron a estudiar historia medieval. Paralelamente siguió cursos en la École Pratique des Hautes Études, desde su fundación en 1868, y los de la Facultad de Derecho de París, donde obtuvo la licenciatura en 1875.
Sus estudios fueron interrumpidos por la guerra franco-prusiana de 1870, hizo campaña con el II Ejército del Loira, como capitán de los Gardes mobiles del Yonne.
Habiendo obtenido el diploma de archivero paleográfico, ingresó, en 1873, como archivero en los Archivos Nacionales de Francia en París. Más tarde se desempeñó como profesor en la École Pratique des Hautes Études en 1877. En 1881 ejerció como profesor de la Facultad de Letras de París. El 27 de marzo de 1885 fue nombrado, por decreto, profesor de diplomática en la École National de Chartes.

## Obras
Giry comenzó su investigación con el estudio de las cartas municipales de Saint-Omer, su tesis de la École des chartes lleva el título «Prolégomènes du cartulaire de l’église Notre-Dame de Saint-Omer» (1870). Rápidamente obtuvo un puesto en la École des Hautes Études (1874) y más tarde fue nombrado director de estudios: entonces publicó su primera obra importante Histoire de la ville de Saint-Omer et de ses institutions jusqu'au XIVe siècle (1877). Posteriormente amplió su estudio a otras ciudades, siguiendo los caminos abiertos por Augustin Thierry.
La consulta metódica de un gran número de archivos municipales y departamentales le permitió renovar el estudio de las comunidades urbanas en la Francia medieval: sus clases en la École des Hautes Études se centraron en este tema y publicó varios libros, entre ellos Les Établissements de Rouen (1883-1885), Étude sur les origines de la commune de Saint-Quentin  (1887) o Sur les relations de la royauté avec les villes de France de 1180 à 1314 (colección de documentos, 1885).
Las escuelas historicistas francesas y alemanas estaban por entonces en abierta competencia. Para no quedarse atrás, los estudios diplomáticos se relanzaron en Francia, especialmente en la École des Chartes donde Arthur Giry se convirtió en asistente (1883) y luego sucesor (1885) de Louis de Mas Latrie tras haber sido secretario del centro educativo durante siete años (desde 1878). Se convirtió así en el segundo padre de la diplomática, después de Mabillon, al publicar su Manuel de diplomatique (1894), todavía utilizado hoy.
Fue elegido miembro de la Academia de Inscripciones y Bellas Letras el 4 de diciembre de 1896. Este mismo año, el 29 de diciembre, fue nombrado Caballero de la Legión de Honor.
Inmediatamente emprendió con sus alumnos la edición de los diplomas carolingios para los Monumenta Germaniae Historica así como los anales de la época, encargándose él mismo de los del reinado de Carlos el Calvo. 
Murió antes de acabar sus últimas obras.
También interesado en la arqueología, estudió más particularmente los tratados medievales que analizaban los procesos técnicos utilizados en el arte y la industria. Publicó una nueva edición del Diversarum artium schedula de Théophile y pasó todos los sábados por la mañana en el laboratorio del químico Aimé Girard en el Conservatorio Nacional de Artes y Oficios. Los resultados fueron utilizados por Marcelino Berthelot en el primer volumen de su obra Chimie au Moyen Âge (1894).
Participante activo en la Collection de textes relatifs à l’histoire du Moyen Âge, para la que escribió más de cien artículos, es director del «historia de Francia» de La Grande Encyclopédie. También escribió varios capítulos de la Historia general de Lavisse y Rambaud.

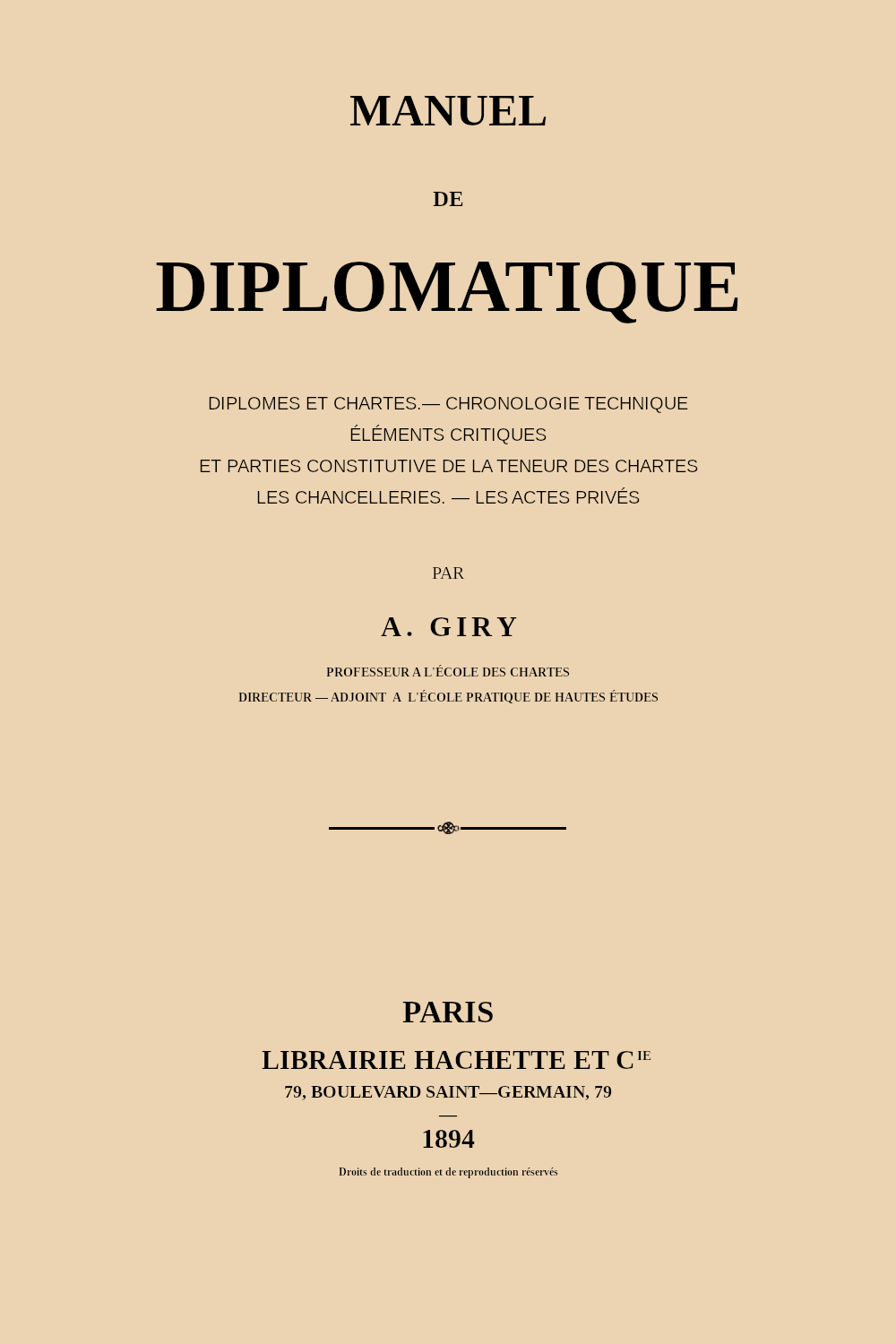
Manuel de diplomatique (recreación portada primera edición 1894)

## Publicaciones
- L’École des chartes, 1875.
- Grégoire VII et les évêques de Térouane, 1876
- Les Établissements de Rouen, 1883.
- Analyse et extraits d’un registre des archives municipales de Saint-Omer, 1166-1778, 1875.
- Notes sur l’Influence artistique du Roi René, 1875.
- Histoire de la ville de Saint-Omer et de ses institutions (in-8°) (en francés). Paris: Friedrich Vieweg. 1877. OCLC 368753353.
- Notice sur un traité du Moyen Âge intitulé: De coloribus et artibus Romanorum, Paris, Imprimerie nationale, 1878.
- Recueil de fac-similés à l’usage de l’École des chartes, 1880.
- Chartes de Saint-Martin de Tours collationnés par Baluze, 1881.
- Ex-libris de Arthur Giry que legó su biblioteca a la École nationale des chartes.Cartulaires de l’église de Térouane (28 cm) (en francés). Saint-Omer: Fleury-Lemaire. 1881. p. 437. OCLC 26106014.
- Jules Quicherat, 1814-1882, 1882.

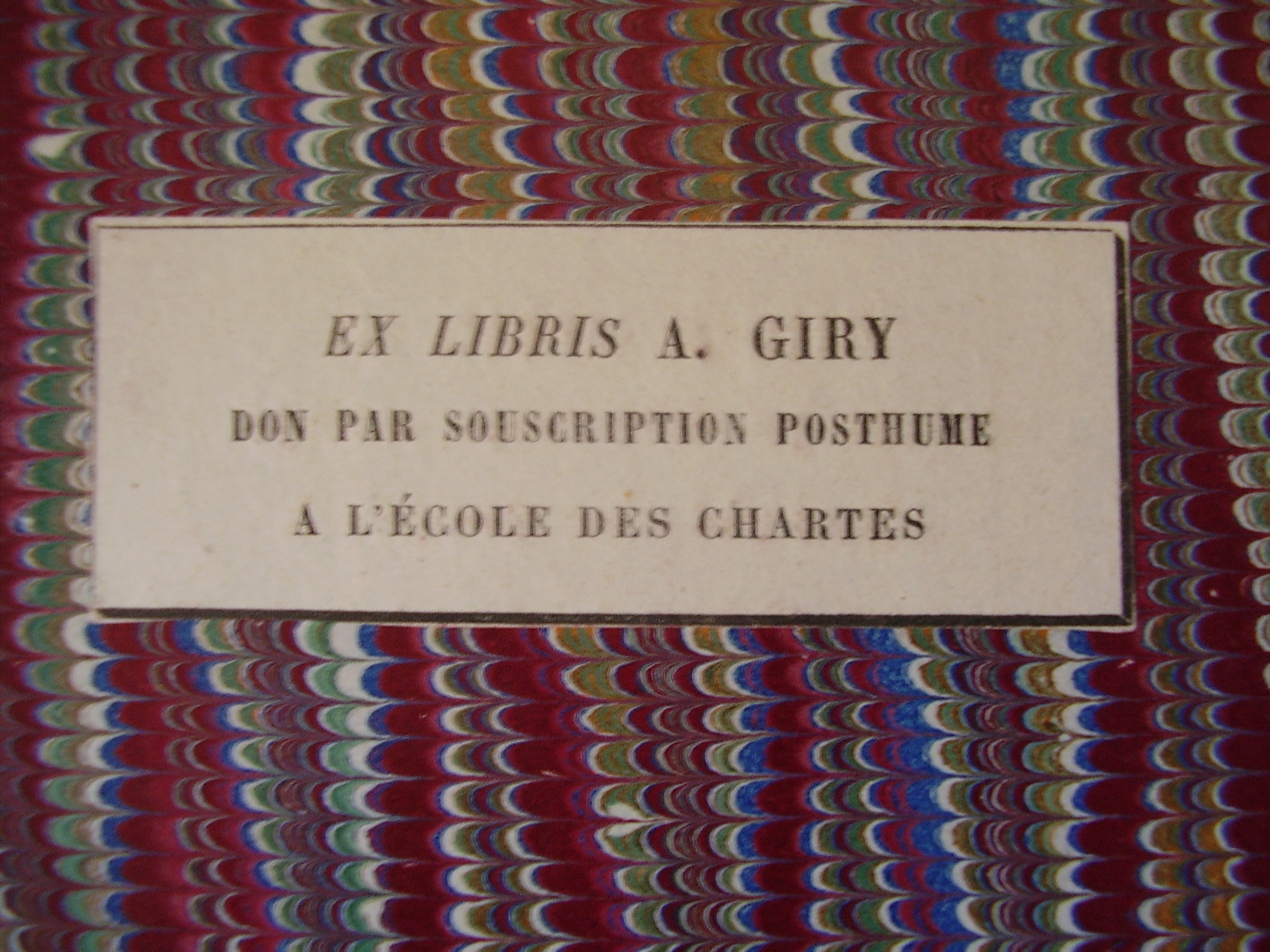
Ex-libris de Arthur Giry que legó su biblioteca a la École nationale des chartes.

- Documents sur les relations de la royauté avec les villes en France de 1180 à 1314, 1885.
- Mélanges d’archéologie et d’histoire, 1885-1886.
- Études sur les origines de la commune de Saint-Quentin, 1887.
- Les Derniers Carolingiens, Lothaire, Louis V, Charles de Lorraine (954-991), 1891.
- Manuel de diplomatique: diplômes et chartes, chronologie technique, éléments critiques et parties constitutives de la teneur des chartes, les chancelleries, les actes privés. París, Félix Alcan, 1894.
- La Donation de Rueil à l’abbaye de Saint-Denis, examen critique de trois diplômes de Charles le Chauve, 1895.
- La France et l’Affaire Dreyfus, 1899.
- Étude critique de quelques documents angevins de l’époque carolingienne, 1900.
- Notices bibliographiques sur les archives des églises et des monastères de l’époque carolingienne, 1901.
- Monuments de l’histoire des abbayes de Saint-Philibert (Noirmoutier, Grandlieu, Tournus), 1905.
- Recueil des actes de Charles II le Chauve, roi de France, commencé par Arthur Giry, continué par Maurice Prou, terminé et publ. sous la dir. de Ferdinand Lot et Clovis Brunel, 1955.

## Reconocimientos
- Caballero de la Legión de Honor